# 前田利長墓所

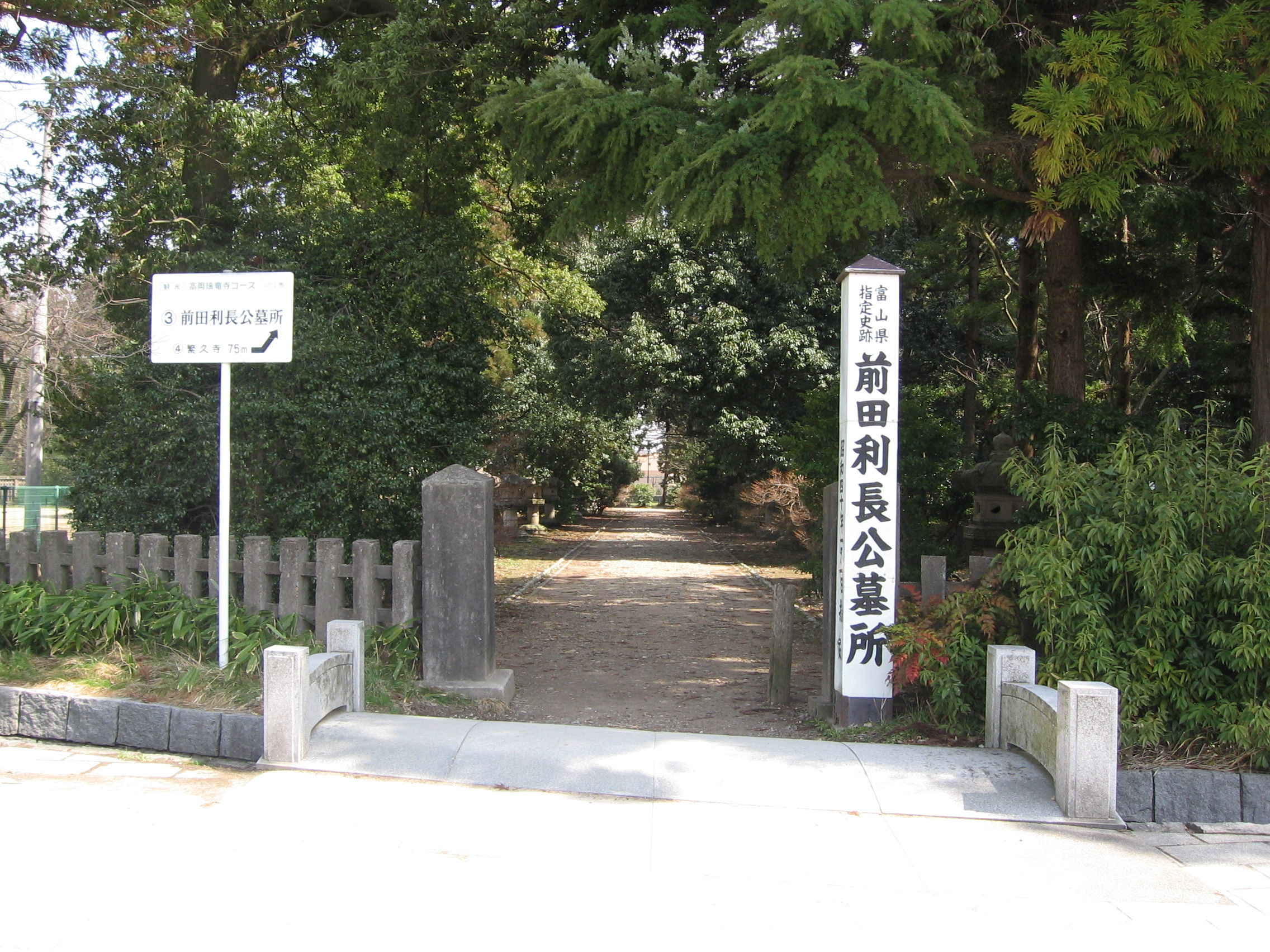
前田利長墓所

前田利長墓所（まえだとしながぼしょ）は、富山県高岡市にある加賀前田家2代当主前田利長の墓所。国の史跡に指定されている。墓所の周辺は「前田公園風致地区」として風致地区になっている。2015年4月24日、「加賀前田家ゆかりの町民文化が花咲くまち高岡－人、技、心－」の構成文化財として日本遺産にも認定される。

## 概要
1614年（慶長19年）に没した前田利長の冥福を祈るため、3代当主前田利常（利長の異母弟、後に養嗣子）が33回忌にあたる1646年（正保3年）に造営したものである。周囲に堀を構えたその墓所の豪壮なことは武将のものとして全国的に珍しい。
墓碑は戸室石製の三重墓壇の上に花崗岩製の笠塔婆（かさとうば）型墓標がある構造になっており、石柵と濠に囲まれている。通常はその外から見ることしかできず、墓所はこの立入禁止の内郭と参道の設けられた自由に通行できる外郭からなる。江戸時代の古図には外郭は輪郭型に内郭を取り囲んで、南面を除く三面に堀を備えた姿で描かれており、有事の際には二重に堀を構えた高岡城防衛の砦としての使用も考慮されていた。しかし、今は内郭の堀は縮小され、外郭のほとんどは隣接する高岡市立芳野中学校のグラウンドや高岡市営前田庭球場のテニスコートなどになり、内郭の南側に一部が参道として残るのみである。
現在、約10,000m2が残っているが、2007年に行われた調査の結果、造営当初の墓所の面積は、前田家の古文書のひとつにある1万坪という記述とも合致する約33,000m2であることが確認された。これは現存の3倍以上の規模であり、戦国武将の墓としては国内最大級になる。
通常、笠塔婆型墓標がある内郭には入れないが、利長が高岡に入城したといわれている9月13日には、毎年「前田利長公顕彰祭」が行われ、内郭内を一般公開している。
南西（芳野中学校）側、南（繁久寺）側、東（前田庭球場）側に出入口があり、正面口となる南西側の出入口は八丁道に繋がり、約870m先の菩提寺である瑞龍寺と向かい合う形で結ばれている。この正面口には数台分の駐車スペースがある。
1965年1月1日、富山県指定史跡に指定され、2009年2月12日には金沢市の野田山にある前田家歴代の墓所とともに「加賀藩主前田家墓所」の名称で国の史跡に指定された。また、2007年に発掘調査や地中レーダー探査が行われ、墓碑の土台規模が金沢市の前田家墓所の造墓原理に合致していることや、外堀が存在したことが確認されるなどの成果を上げた。
また高岡市金屋町では、利長の遺徳を忍び毎年6月19、20日に御印祭（ごいんさい）が行われているが、20日には前田利長墓所にて町内の小・中学生が弥栄節（やがえふ）の奉納踊りを行っている。

## 諸元
- 墓所の面積：約10,000m2
- 墓碑全体の高さ：約11.75m
- 墓碑の一辺の長さ：15.5m
- 笠塔婆型墓標の高さ：約8.0m
- 三重墓壇：約250m2
- 大灯籠[5]の高さ：約6.8m

## 周辺
- 瑞龍寺
- 八丁道
- 繁久寺
- 高岡市立芳野中学校
- 高岡市営前田庭球場
- 高岡市立下関小学校